# International Cricket Council
International Cricket Council (ICC) är världsorganisationen för cricket. ICC grundades 1909, då som Imperial Cricket Conference.
ICC har 97 medlemmar, däribland Sverige, och anordnar bland annat VM i cricket.

## Medlemmar
- Afghanistan
- Argentina
- Australien
- Bangladesh
- Bahamas
- Bahrain
- Belgien
- Belize
- Bermuda
- Bhutan
- Botswana
- Brasilien
- Caymanöarna
- Chile
- Cooköarna
- Costa Rica
- Cypern
- Danmark
- England
- Estland
- Falklandsöarna
- Fiji
- Filippinerna
- Finland
- Frankrike
- Förenade arabemiraten
- Gambia
- Ghana
- Gibraltar
- Grekland
- Guernsey
- Hongkong
- Indien
- Indonesien
- Iran
- Irland
- Isle of Man
- Israel
- Italien
- Japan
- Jersey
- Kamerun
- Kanada
- Kenya
- Kina
- Kroatien
- Kuwait
- Lesotho
- Luxemburg
- Malawi
- Maldiverna
- Mali
- Malta
- Marocko
- Mexiko
- Moçambique
- Myanmar
- Namibia
- Nederländerna
- Nepal
- Nigeria
- Norge
- Nya Zeeland
- Oman
- Pakistan
- Panama
- Papua Nya Guinea
- Peru
- Portugal
- Qatar
- Rumänien
- Ryssland
- Rwanda
- Samoa
- Sankta Helena
- Saudiarabien
- Serbien
- Seychellerna
- Sierra Leone
- Singapore
- Skottland
- Slovenien
- Spanien
- Sri Lanka
- Surinam
- Sverige
- Swaziland
- Sydafrika
- Sydkorea
- Tanzania
- Thailand
- Tjeckien
- Turkiet
- Turks- och Caicosöarna
- Tyskland
- Uganda
- Ungern
- USA
- Vanuatu
- Västindien
- Zambia
- Zimbabwe
- Österrike